# Albert Heijn

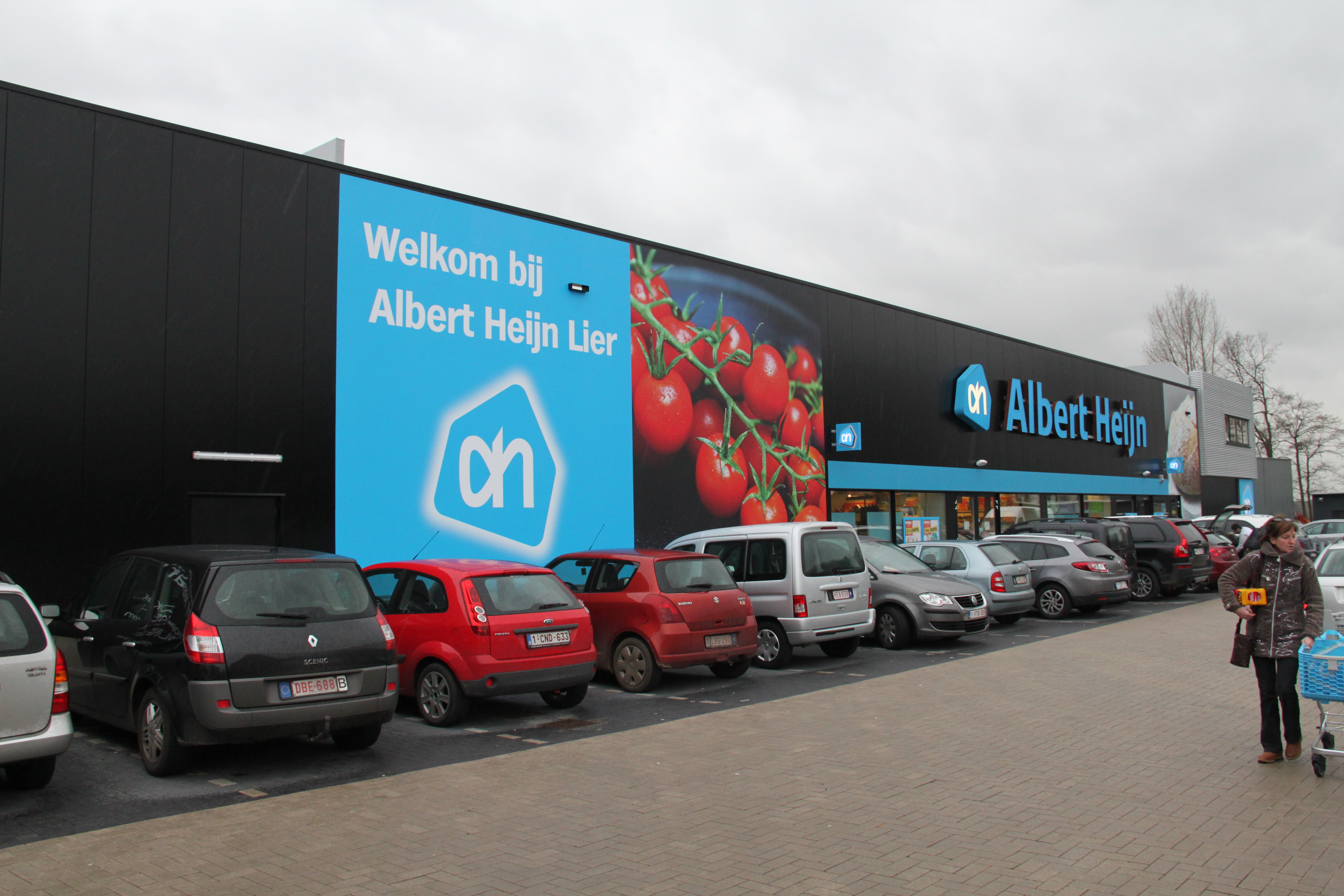
Un Albert Heijn à Lierre, en Belgique.

Albert Heijn (en abrégé AH « /ɑ hɑ/ ») est une chaîne de supermarchés néerlandaise fondée en 1887 à Oostzaan, aux Pays-Bas appartenant au groupe Ahold. 
L'enseigne « Albert Heijn » tire son nom de Albert Heijn père, le fondateur du premier magasin à Oostzaan.

## Histoire
En 1887, Albert Heijn, père, reprend une épicerie de son père Jan Heijn dans un quartier d'Oostzaan, Pays-Bas. Huit ans après, il ouvre le premier magasin Albert Heijn à Purmerend.
En 1956, Albert Heijn ouvre le premier magasin libre-service à Schiedam, en Hollande-Méridionale.
En 2001, le service de livraison Albert.nl est créé. En 2002, Albert Heijn établit d'autres formats de magasins comme les magasins de proximité « Albert Heijn to go » et les supermarchés « AH XL » dans les villes Alkmaar, Arnhem, Eindhoven, Leuvarde et Maastricht.
En 2011, deux premiers supermarchés ont été introduits en Belgique, un à Brasschaat et l'autre à Stabroek. D'ici 2016, le groupe souhaite avoir 50 supermarchés Albert Heijn en Flandre. En 2012, le premier magasin de l'enseigne « Albert Heijn to go » a ouvert ses portes en Allemagne, à Aix-la-Chapelle.

## Identité visuelle

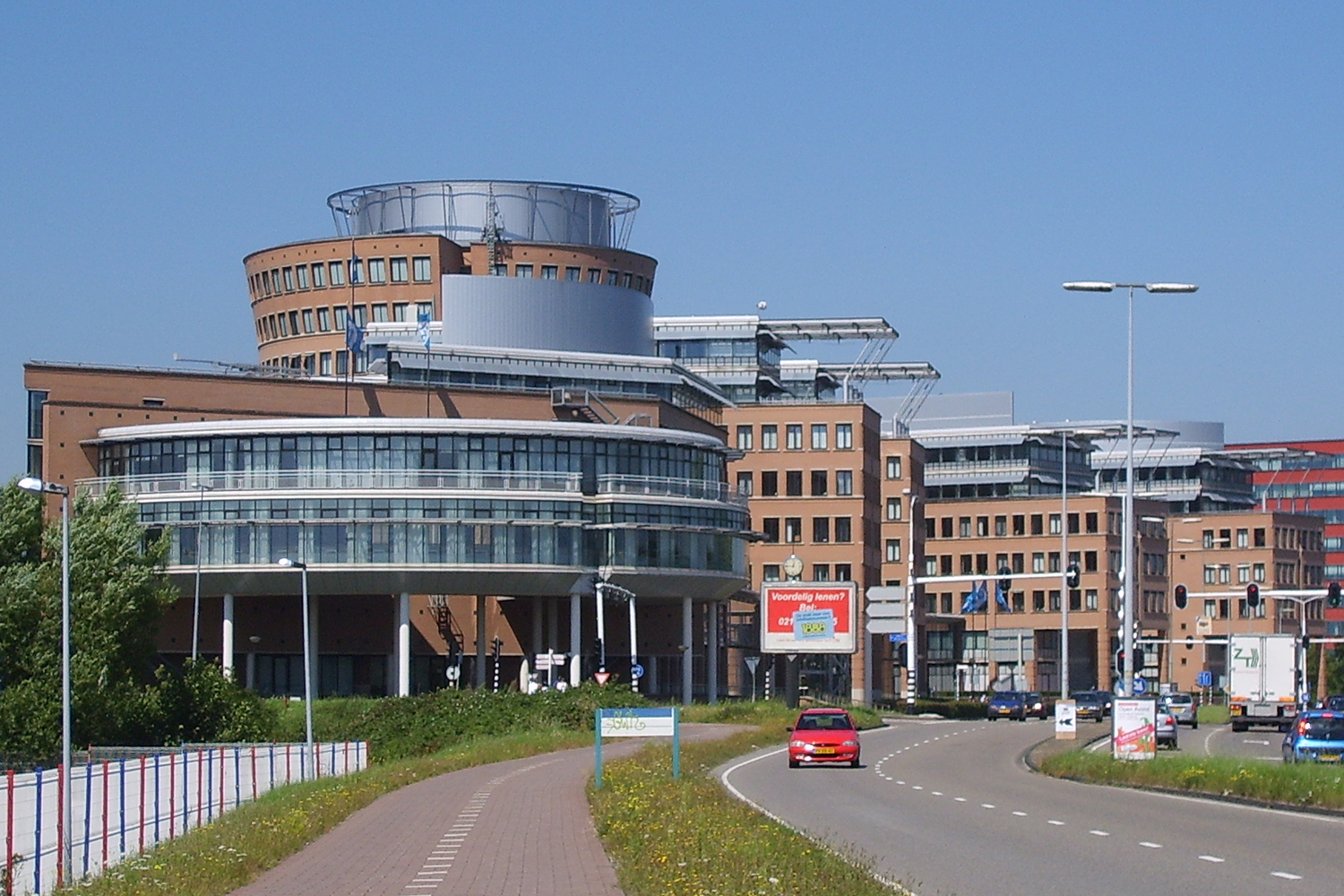
Le siège social d'Albert Heijn, à Zaandam.

### Logos

Logo d'Albert Heijn de 1965 à 2009.
Logo actuel depuis 2009.
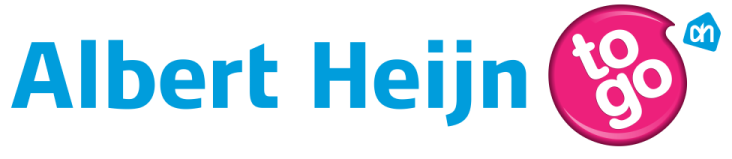
Logo actuel des magasins AH to go depuis 2012.

## Organisation

### Types d'enseigne
- Albert Heijn (Pays-Bas, Belgique, Bonaire, Curaçao) - chaîne de supermarchés
- Albert Heijn XL (Pays-Bas) - chaîne de supermarchés de taille supérieure
- Albert Heijn to go (Pays-Bas, Allemagne) - magasins de proximité
- Albert.nl (Pays-Bas) - service de livraison par internet proposant tous les produits Albert Heijn et ceux des autres enseignes du groupe Ahold (Dirck III, Etos et Gall & Gall)

### Assortiment
- AH, la marque de distributeur
- AH Basic, marque discount remplaçant Euro Shopper
- AH Excellent, marque offrant des produits de qualité « supérieure »
- AH Puur & Eerlijk (« AH Pure et Honnête »), produits biologiques

## Implantations

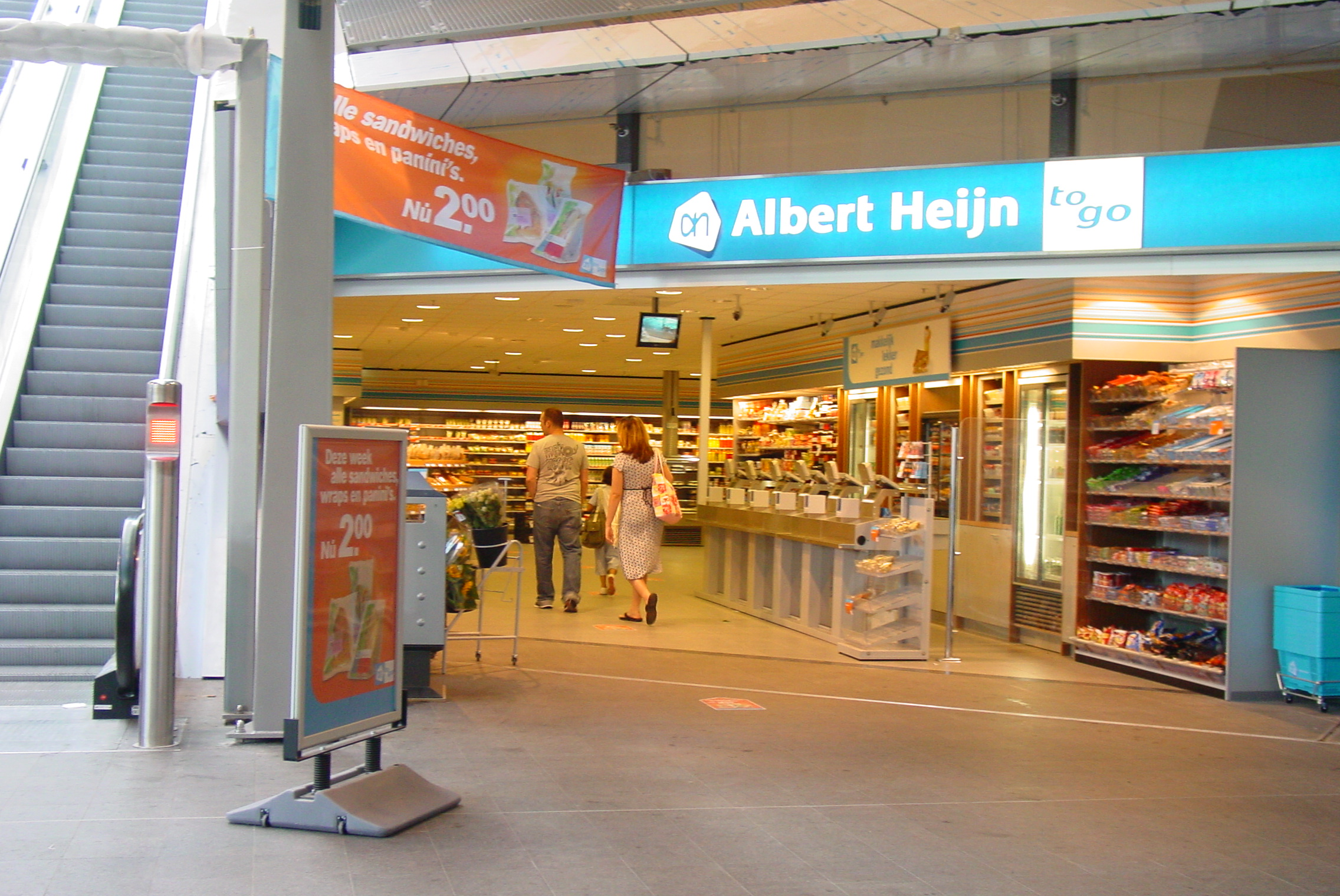
Un AH to go dans la gare d'Amsterdam Bijlmer ArenA

### Albert Heijn dans le monde
| Pays      | 1er magasin | Nombre de magasins |
| --------- | ----------- | ------------------ |
| Pays-Bas  | 1887        | 926,               |
| Belgique  | 2011        | 60                 |
| Allemagne | 2012        | 6                  |
| Curaçao   | 2007        | 2                  |
| Bonaire   | 2011        | 1                  |
| Suède     | -           | 1                  |

### Allemagne
En 2012, le premier magasin allemand ouvert à Aix-la-Chapelle, Ahold ambitionne d'ouvrir 150 magasins AH to go en Allemagne.
En octobre 2013, on compte 3 magasins de proximité « Albert Heijn To Go » à Aix-la-Chapelle, Dusseldorf et Essen.
En décembre 2013, Albert Heijn To Go compte 5 magasins dont 2 à Düsseldorf et 1 à Aix-la-Chapelle, Cologne et Essen.
En 2018, Ahold quitte le marché allemand.

### Belgique
Le premier magasin a ouvert à Brasschaat, près d'Anvers, en 2011. Le supermarché s'affiche en Belgique en étant un supermarché pas cher offrant des « Prix hollandais ».En décembre 2013, la chaîne comptait 19 supermarchés en Flandre, dont 3 à Anvers, 1 à Alost, Audenarde, Beveren, Brasschaat, Bredene, Courtrai, Gand (17e magasin), Harelbeke, Hoboken, Lierre (18e), Mol, Olen, Roulers, Saint-Trond, Stabroek et Turnhout. Tous ces magasins sont fournis par le centre de distribution de Tilbourg aux Pays-Bas. 
Le 19e magasin et le 1er du Limbourg belge a ouvert à Saint-Trond dans le stade du club de football K Saint-Trond VV. Ahold vise avoir environ 50 magasins en Flandre d'ici 2016.
À ce jour, il n'y a pas encore de projets d'expansion à Bruxelles et en Wallonie. La barrière des langues français et néerlandais semble dissuader l’enseigne de s’y implanter,. Elle a par contre ouvert un magasin dans la commune à facilités de la périphérie bruxelloise de Wemmel.

### Pays-Bas
Les Pays-Bas compte en 2013 plus de 800 supermarchés Albert Heijn, 30 hypermarchés AH XL et 59 magasins AH to go.